# برنامج إبادة اليهود في روسيا القيصرية

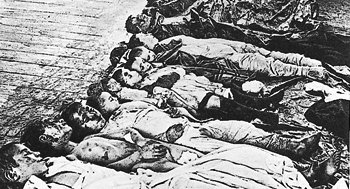
صورة لجثث أطفال اليهود الروس قتلوا سنة 1905م في عهد القيصرية الروسية

قام أمراء في القصر الملكي في مملكة روسيا القيصرية حملة أمنية بعد أزمة الشغب اليهودية في القرن التاسع عشر ميلادي، وذلك يعتبر اليهود المؤيدين للصهيونية معاداة للسامية بتاريخ اضطهاد اليهود في جميع أنحاء العالم، في سنة 1859م بمدينة أوديسا الروسية، خرج الآلاف من اليهود لقيام بأعمال الشغب والتخريب، إلا أن التدخل العسكري التابع للحكومة القيصرية قامت بإبادة وقتل عددا من اليهود.
فإن عدد سكان اليهود الروس في روسيا لا تتجاوز مئتان ألف، وأغلب هؤلاء اليهود الروس غادروا روسيا بسبب تعرضهم لحملات الإبادة بدءاً من العصر القيصري حتى وصول جوزيف ستالين إلى سدة الحكم في القرن العشرين.

## 1881-1884
إن تسمية "المذبحة" والتي تستعمل غالباً في اللغة الإنجليزية، حينما قامت القوات القيصرية في جنوب غرب روسيا "والتي تسمى اليوم جمهورية أوكرانيا وبولندا، أرتكب الجيش القيصري عددا من المجازر ضد السكان من الأقلية اليهودية في شرق أوروبا، وأبرز المجازر التي قام بها الجيش القيصري بحق اليهود ومنها:
- اقتحام العاصمة البولندية وارسو سنة 1881م، حيث أدى إلى مقتل عددا من اليهود، والذي تعرف اليوم بمجزرة وارسو.
- دخول الجيش إلى بلدة كييف، والذي أدى إلى مقتل عددا من اليهود من طائفة الأرثوذكسية.

ويعود سبب المجازر ضد الأقلية اليهودية في شرق أوروبا، أتهمت الحكومة الروسية لليهود بأنه وراء مقتل القيصر الكسندر الثاني، وبسبب مقتل القيصر الثاني، قامت مجموعة من المسيحيين بالهجوم على اليهود والتي تسبب في حرق الألاف من المنازل وشرد عددا كبيرا من اليهود إلى أماكن أخرى، وقد عانوا هؤلاء اليهود من الجوع والخوف والفقر والأمراض نتيجة للنزاع المسيحي اليهودي، وخاصة والذي استخدم مقتل القيصر الكسندر الثاني كأداة سياسية لإبادة الوجود اليهودي في شرق أوروبا.
وكما كانت أسؤا مذبحة لليهود، وخاصة في عيد الفصح والتي يقيمه الطائفة الأرذدوكسية اليهودية بتاريخ 15 و16 من أبريل عام 1881م، أرسل وحدات من الجيش القيصري وحملوا الأسلحة الثقيلة من مدافع وبنادق لغرض إخماد الشغب في مدينة يليزنفيتغراد الروسية، إلا أن بعد أسبوع من الحادثة مازال الجيش القيصري يقوم بحملات إبادة بشكل مستمر في محافظة خيرسون.
وفي اليوم 26 أبريل 1881م، نشر الفوضى الأمنية في مدينة كييف، وهي أكبر مدينة روسية في محافظة جنوب غرب البلاد، حيث قام الجيش الإمبراطوري بحملة تصفية جسدية بحق اليهود الذين ثاروا ضد الحكم الملكي في 4 محافظات روسية وهي:
- محافظة بودولي
- محافظة فولين
- محافظة تشرنيغوف
- محافظة يليزنغيتغراد

وكان طلبة جامعة نوفورسيسك هي البداية لانطلاق المظاهرات اليهودية والذي نظمه طلاب الجامعة من اليهود.
توعد القيصر الجديد، الكسندر الثالث لهؤلاء الثوار اليهود لإخماد ثورتهم، ويتهم الكسندر الثالث بأن اليهود هم السبب في شغب وتخريب استقرار القيصرية، وفي شهر مايو عام 1882م، أصدر قانون جديد يدعى «قوانين مايو»، وهي قانون جديد تقوم بمنع أي يهودي أن ينشط الحركة السياسية والتخريبية في روسيا القيصرية، أستمر لسياسة التمييز والإقصاء بحق اليهود منذ أكثر من 3 سنوات.
إن نتيجة استمرار حكومة القيصرية لإبادة الوجود اليهودي في شرق أوروبا دفع الكثيرين جدا من اليهود الروس إلى الهجرة الخارجية، وأغلبهم هاجروا إلى الولايات المتحدة الأمريكية.

## 1903-1906
أندلع المواجهة للصراع بين الثوار اليهود والحكومة القيصرية، والتي أدى إلى مقتل 2000 شخص، معظمهم من اليهود، بحيث أضطر اليهود إلى حمل السلاح والبنادق في وجه القيصرية، وكرر المذبحة أوديسا سنة 1905م، والتي تعتبر أسؤا المذابح التي تعرض لهم اليهود في تلك الفترة،

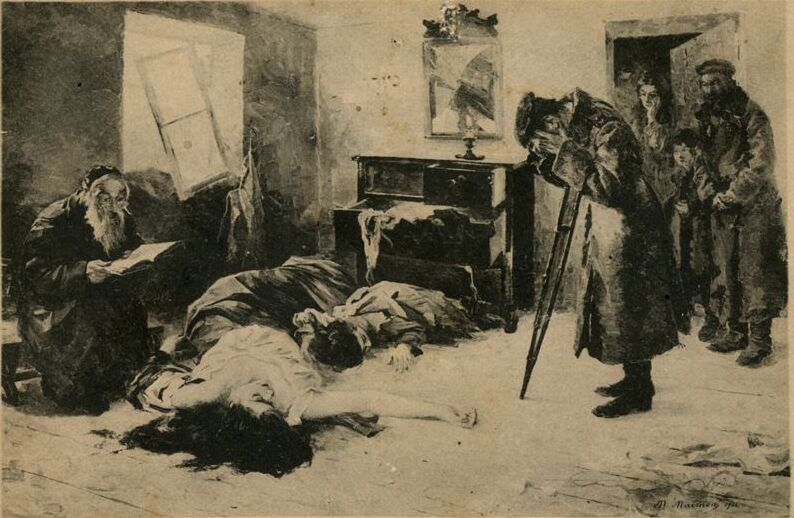
موشي ميمن رسام يهودي يرسم عن حال قتلى الأسرة اليهودية والتي أباده الجيش القيصري الروسي، والحاخام اليهودي يقرأ التوراة على قتلى الاحتجاجات اليهودية.

صحيفة نيويورك تايمز الأمريكية، تحدث عن مذبحة كيشينيف في عيد الفصح سنة 1903م يقول فيه:
إن قيام أعمال العنف ضد اليهود في كيشينيف، وأن الكهنة حرضهم على قتل اليهود ويقول بأعلى صوته: أقتلوا اليهود. وقام هؤلاء العصابات بقتل اليهود كالخراف وعدد القتلى 120 وجرح نحو 500 يهودي، وقالت الصحيفة أن ماوصفهم بالغوغائيين قاموا بتمزيق أشلاء الأطفال من قبل الموالين للقيصرية.

## وصلات خارجية
- فلاديمير لينين's speech: About Anti-Jewish Pogroms (Text of the speech, recordⓘ)
- Jewish history of the Russian Federation (through the Second World War)
- Modern History Sourcebook: The Jewish Chronicle: Outrages Upon Jews in Russia, May 6, 1881
- Jewish Virtual Library page "Pogroms"
- History of pogroms in Odessa
- The Pogrom of 1905 in Odessa: A Case Study نسخة محفوظة 4 أبريل 2016 على موقع واي باك مشين.
- Kishinev pogrom history